# Charlotte Lewenhaupt
Charlotte Vilhelmina Carolina Maria Lewenhaupt, född 16 maj 1855 i Klara församling, Stockholm död 27 mars 1957 i Östra Vingåkers församling, Södermanlands län, var en svensk porträtt- och landskapsmålare, främst aktiv som akvarellist. Bland hennes främsta målningar nämns 'Vårlandskap', som ställdes ut 1891. 
Hon var dotter till överkammarherren Adam Casimir Ludvig Lewenhaupt och syster till riksheraldikern Adam Ludvig Carl Lewenhaupt och ryttmästaren Claes Adam Carl Lewenhaupt (1859–1937).